# Vogulka
La Vogulka (in russo Вогулка?) è un fiume della Russia siberiana occidentale, affluente di sinistra della Severnaja Sos'va (bacino idrografico dell'Ob'). Scorre nel Berëzovskij rajon del Circondario autonomo degli Chanty-Mansi-Jugra.
Il fiume scorre in direzione prevalentemente nord-orientale attraverso il territorio del distretto di Berëzovskij e sfocia nella Severnaja Sos'va settentrionale a 3 km dalla foce presso il centro del distretto, Berëzovo. La lunghezza del fiume è di 256 km, il bacino imbrifero è di 6 550 km². Il maggior affluente è il Šoganʺëgan (lungo 85 km), proveniente dalla sinistra idrografica.